# Castalia
Castalia var i græsk mytologi en nymfe som Apollon forvandlede til et springvand i Delfi, ved foden af bjerget Parnassos, eller på Helikon. Spåkvinden i Delfi hentede en skål vand fra Castalias kilde, når hun skulle virke som orakel. Vandet indeholdt metan og ætylen, som der stadig findes spor af i den samme kilde. Det er sandsynligt, at der kan have været et højere indhold af disse gasarter i vandet i den klassiske oldtid. Derfor er det også muligt, at det var den euforiske virkning af disse gasser, der var baggrunden for de flertydige orakelsvar, spåkvinden gav.
Castalia kunne inspirere til poesi for dem som drak hendes vand eller lyttede til dets stille rislen; det hellige vand blev også brugt til at rense Delfis templer. Apollon helligede Castalia til muserne (Castaliae Musae).

## Castalianerordenen
Castalianerordenen var en munke- og nonneorden, som tog sit navn efter Castalia. Den er blandt andet kendt for at den testede sine medlemmers evne til afholdenhed ved at lade dem sove sammen med et krucifiks mellem sig.

## Litterært
Forfatteren Hermann Hesse har en omfattende henvisning til Castalia i sit værk Das Glasperlenspiel fra 1943 (på dansk Glasperlespillet, ny udgave 2001 ISBN 87-00-75254-1), hvor handlingen foregår i det utopiske land Castalien.

## Kuriosa
I foråret 1963 grundlagde Timothy Leary og flere andre en International Foundation for Internal Freedom (IFIF). Den fik senere navnet Castalia Foundation og har til huse på en stor landejendom i Millbrook, New York. Det var på denne ejendom, at Leary foretog sin lange række af forsøg med det hallucinogene stof LSD.

## Note
1. ↑  MaatRaAh: Pagan Goddesses and Gods of the Delphi Oracle

| Mytologi | Spire Denne artikel om mytologi er en spire som bør udbygges. Du er velkommen til at hjælpe Wikipedia ved at udvide den. |